# 雷蒙恩 (臺灣)
雷蒙恩（直译：「山繆·OFA·馬紐」，2000年9月24日—）為臺灣男子籃球運動員，場上位置為後衛，現效力於台灣職業籃球大聯盟臺北台新戰神。

## 早年
雷蒙恩成長於臺灣，擁有中華民國身分證與中華民國護照。父親為前中華職籃宏國象外籍球員雷克斯·馬紐。國小六年級開始接觸籃球，在臺灣從國小就讀到高二，2017年夏天前往美國就讀亞拉岡高中，大一時就讀旧金山城市学院，離開聖馬特奧學院後進入加州大學戴維斯分校。

## 職業生涯
2024年大學畢業後雷蒙恩返回臺灣投入職籃選秀，原先有報名P. LEAGUE+選秀但選秀當天因生涯規劃退出，之後在台灣職業籃球大聯盟選秀第一輪第一順位獲得臺北台新戰神青睞，成為選秀狀元，選秀兩天後正式加入球隊。2024-25賽季雷蒙恩獲選年度防守第二隊與年度新人。

## 國家隊生涯
2025年2月，雷蒙恩首次入選中華男籃參加亞洲盃資格賽第三階段，初登場對戰香港攻得14分。

## 外部連結
- 雷蒙恩的Instagram帳戶
- 雷蒙恩在fiba.basketball（英语）
- 雷蒙恩在台灣職業籃球大聯盟官網
- 雷蒙恩在Sports-Reference.com（NCAA）（英语）
- 雷蒙恩在Eurobasket.com（球員）（英语）
- 雷蒙恩在Proballers（英语）
- 雷蒙恩在Proballers（英语）
- 雷蒙恩在RealGM（球員）（英语）
- 雷蒙恩在Flashscore（英语）